# Kelid Sar
Kelid Sar (em persa: كليدسر, romanizada como Kelīd Sar) é uma aldeia do distrito rural de Dehshal, situada no distrito central de Astaneh-ye Ashrafiyeh, na província de Gilan, no Irã. No censo de 2006, sua população era de 266, em 84 famílias.